# Fairchild 91
Le Fairchild 91 — aussi désigné A-942 — était un hydravion de ligne monomoteur pouvant embarquer huit passagers, conçu aux États-Unis au milieu des années 1930.

## Conception et développement
Fairchild conçut l'avion en réponse à une requête de la compagnie aérienne Pan American Airways, qui désirait disposer d'un petit hydravion pour opérer sur ses lignes aériennes le long des fleuves Amazone, en Amérique du Sud, et Yang-Tsé, en Chine. Le résultat qui en découla fut un monoplan cantilever à aile haute conventionnelle, avec un moteur en étoile installé au-dessus de l'aile à l'intérieur d'une nacelle aérodynamique. Toutefois, avant que la construction du prototype fut achevée, Pan Am n'eut plus besoin de l'avion pour ses lignes en Chine, et Fairchild le modifia alors pour l'optimiser pour une utilisation tropicale, en rapport avec le climat typique des régions du Brésil.

## Histoire opérationnelle

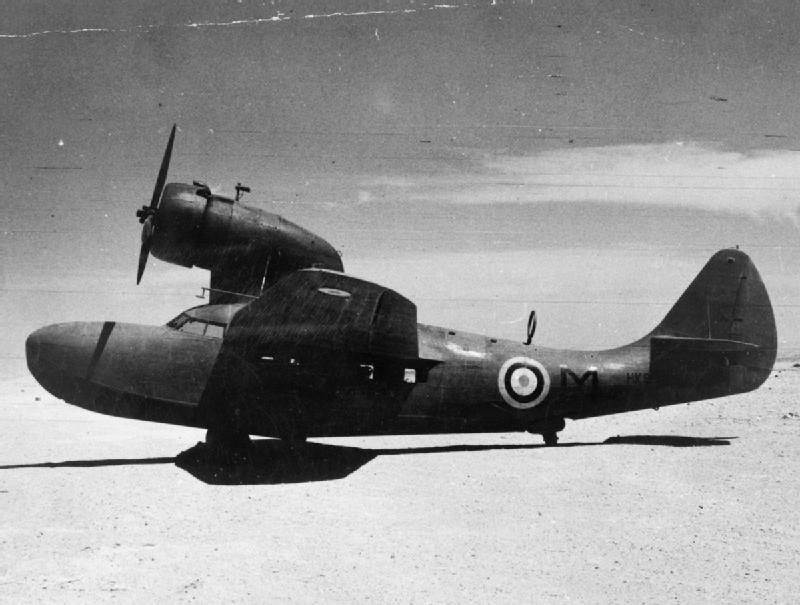
Le Fairchild 91 du Sea Rescue Flight (SRF), photographié sur un aérodrome en Égypte. Cet exemplaire, précédemment immatriculé NC16690 dans le registre civil américain, fut racheté d'occasion par la British Air Ambulance Corps, une organisation de bienfaisance new-yorkaise, puis envoyé vers le Moyen-Orient, ou il servit avec le SRF jusqu'au 17 mai 1943, lorsqu'il sombra à la suite d'un accident au décollage, près de Benghazi.

Après la livraison de deux premiers exemplaires, la compagnie Pan Am annula la livraison des quatre suivants sur sa commande, après avoir découvert que les deux premiers exemplaires en service étaient en fait tout à fait capables d'assurer l'intégralité du service sur le fleuve Amazone. Le Model 91 était devenu une victime de son propre succès. Fairchild acheva la construction d'une cellule supplémentaire, sous la désignation « A-942-A ». L'unique A-942-B fut construit spécialement pour le Muséum américain d'histoire naturelle — immatriculation NR777 —, devant être utilisé par le naturaliste Richard Archbold au cours de sa seconde expédition vers la Nouvelle-Guinée, en 1936 et 1937. Le prototype fut vendu aux Forces aériennes de la République espagnole mais fut capturé par les Nationalistes espagnols et fut utilisé par ces derniers jusqu'en 1938. Un des A-942 appartenant à des propriétaires privés fut utilisé par la Royal Air Force (RAF) en Égypte pendant un moment.
Certaines sources affirment que sept exemplaires auraient été construits, mais ce chiffre est erroné. Il est très probablement issu de la confusion causée par de fréquents changements de moteurs sur les « réels » exemplaires ayant existé.

## Versions
- Fairchild 91 Baby Clipper[1] : Version initiale, produite pour la compagnie Pan Am afin d'être utilisée sur ses lignes disposant de bases maritimes. Il fut à l'origine propulsé par un moteur en étoile Pratt & Whitney S2EG Hornet de 750 ch (551,5 kW)[2]. Trois exemplaires furent produits : Le NC14743, prototype doté de flotteurs d'ailes rétractables et de volets Zap, le NC14744, immatriculé PP-PAP, et le NC15952, immatriculé PP-PAT ;
- Fairchild A-942-A[1] : Désignation alternative pour le Fairchild 91 ;
- Fairchild 91B Jungle Clipper[1] : Exemplaire spécialement préparé pour le Muséum américain d'histoire naturelle de New York, initialement propulsé par un Wright F-52 Cyclone de 700 ch (514,7 kW)[2]. Un seul exemplaire fut produit, portant le numéro NR777[1] ;
- Fairchild A-942-B[1] : Désignation alternative pour le Fairchild 91B ;
- Fairchild XSOK-1 : Version éclaireur[Note 1] proposée pour l'US Navy, annulée avant la production d'un quelconque exemplaire prototype[3].

## Spécifications techniques (A-942-A)
Données de Aerofiles.
Caractéristiques générales
- Équipage : 2 pilotes
- Capacité : 8 passagers
- Longueur : 14,22 m
- Envergure : 17,07 m
- Hauteur : 4,47 m
- Surface alaire : 44,9 m2
- Masse à vide : 2 992 kg
- Masse typique : 4 763 kg
- Moteur : 1   moteur à pistons à 9 cylindres en étoile refroidis par air Pratt & Whitney R-1690 Hornet de 800 ch (600 kW)

 Performances 
- Vitesse maximale : 269 km/h
- Distance franchissable : 1 070 km
- Plafond : 4 755 m
- Vitesse ascensionnelle : 258 m/min
- Charge alaire : 66,64 kg/m2
- Rapport poids-puissance : 3,74 kg/ch